# Правящая хунта провинции Сан-Сальвадор

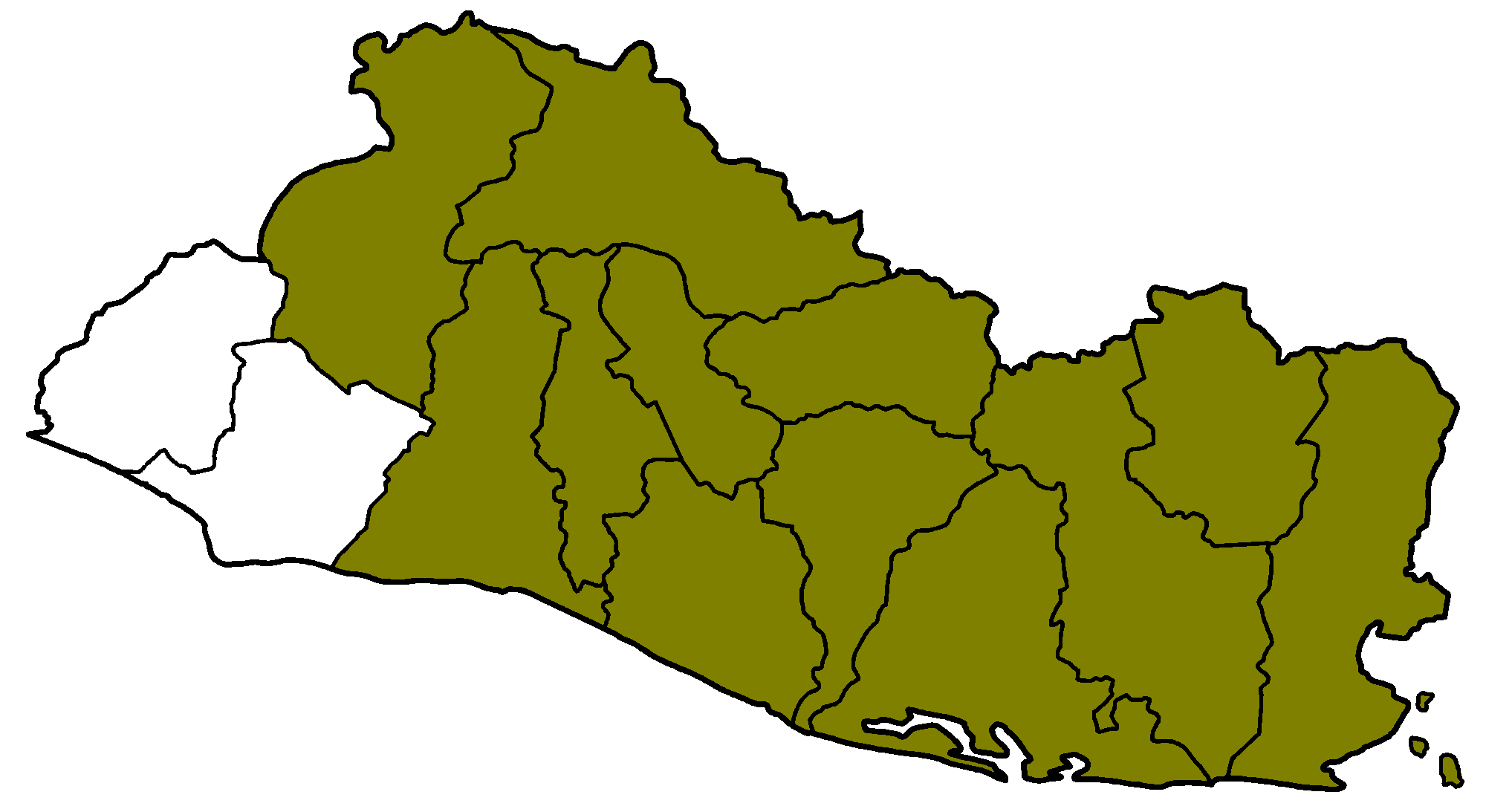
Провинция Сан-Сальвадор на фоне карты современного государства Сальвадор

Правящая хунта провинции Сан-Сальвадор (исп. Junta de Gobierno de la provincia de San Salvador) — коллегиальный орган управления провинции Сан-Сальвадор, который в 1822 году провозгласил её независимость.

## История
Провинция Сан-Сальвадор была образована после того, как 15 сентября 1821 года в столице генерал-капитанства Гватемала был принят Акт о независимости Центральной Америки, в соответствии с которым бывшее Интендантство Сан-Сальвадор было преобразовано в провинцию, а последний колониальный интендант Сан-Сальвадора Педро Баррьере стал политическим начальником (Jefe Político) новообразованной провинции. Затем Временная консультативная хунта Гватемалы назначила новым политическим начальником провинции Хосе Матиаса Дельгадо (вступил в должность 28 ноября 1821 года), который и сформировал выборный политический орган управления провинцией.
В начале 1822 года Центральная Америка была аннексирована Мексиканской империей. Правящая хунта Сан-Сальвадора не согласилась с этим решением властей Гватемалы, и 11 января 1822 года провозгласила независимость провинции, после чего начала готовиться к неминуемому вторжению гватемальских и мексиканских войск.
10 ноября 1822 года Правящая хунта передала власть Конгрессу Сан-Сальвадора. В 1823 году Сальвадор был завоёван Мексикой и включён в состав Мексиканской империи.

## Состав
- Хосе Матиас Дельгадо (глава)
- Мануэль Хосе де Арсе и Фагоага (глава вооружённых сил провинции)
- Хуан Мануэль Родригес
- Леандро Фагоага[исп.]
- Мигель Хосе де Кастро и Лара[исп.]
- Хуан Форнос
- Басилио Сесенья
- Мариано Фагоага[исп.] (секретарь)
- Мануэль Антонио Молина и Каньяс
- Антонио Хосе Каньяс
- Сиксто Пинеда
- Хосе Антонио Эсколан